# Skořenice
Skořenice är en ort i Tjeckien.   Den ligger i regionen Pardubice, i den centrala delen av landet, 130 km öster om huvudstaden Prag. Skořenice ligger 298 meter över havet och antalet invånare är 420.
Terrängen runt Skořenice är huvudsakligen platt, men åt nordost är den kuperad. Runt Skořenice är det ganska tätbefolkat, med 54 invånare per kvadratkilometer. Närmaste större samhälle är Choceň, 3,3 km söder om Skořenice. Omgivningarna runt Skořenice är en mosaik av jordbruksmark och naturlig växtlighet.